# Playa Magagna
Playa Magagna es una localidad-barrio del municipio de Rawson. También se denomina a una franja costera de unos 4,6 kilómetros al sur de la desembocadura del río Chubut en Argentina. Se encuentra a 12 km de Rawson, capital provincial.
Es un complejo de varias playas: Bonita, El Faro, Cangrejales Norte, Cangrejales Sur y Santa Isabel. La gente frecuenta el lugar para extraer pequeños pulpos durante la bajamar.

## Historia
La presencia moderna en la localidad inició el  2 de octubre de 1933 cuando el Servicio de Hidrografía Naval instaló el Faro Chubut (Arg-034) sobre la barranca al sud de la boca del río Chubut, a más de tres kilómetros de ese punto.

## Toponimia
La playa le debe el nombre a Luis Magagna, un carpintero italiano que llegó a principios del siglo pasado para construir las puertas de la iglesia de Rawson.
Es una de las únicas playas que tiene el atractivo de la paleontología: en las mismas hay spp. de moluscos y otros en estado petrificado, también se observan delfines, ballenas, lobos, elefantes marinos, aves propios de la costa, como gaviota, petreles, etc., animales, como el choique (ñandú patagónico), la liebre europea y maras entre otras especies.
En cuanto a la flora, la marina es pobladas por especies de algas comestibles y utilizadas para tratamientos de algunas enfermedades. La flora costera de diversos tipo, la jarilla, algarrobo, tamarisco, y otras especies, pero que tienen una altura muy baja debido a los constantes viento, falta de agua y la tremenda salinidad que la bruma del mar se aplaca sobre las especies.
Posibilidades de crecimientos de esa franja costera no es mucho, ya que las construcciones están sobre el nivel del mar y una barda o acantilado de más de 30 m separa una franja donde habitan los pobladores, las casas son de material con distintas tendencias arquitectónicas, que las hace única por sus particularidades, no hay una planificación en cuanto a las construcciones. Los habitantes del lugar están comprendidos en una ONG y dentro de los postulados, del estatuto: estudio de la erosión marítima, y diversos estudios que se hacen y se trata de solucionar sobre la base de batimetría y relevamiento de la costa a los fines de evitar, controlar, y tomar nota sobre las mareas y el cambio constante de las mismas, la existencia de estudios sobre la elevación del nivel del mar, etc., mediciones estas que se hacen conjuntamente con la Universidad, estudiantes y el aporte de la "Dirección de Puertos".

## Urbano
Si bien no tiene un casco histórico en sí, a lo largo de la costa, se pueden encontrar pintorescas casas que miran la inmensidad del océano, mientras que un alto médano las separa de la zona de playa. La localidad es catalogada como una secreta de la provincia.

## Aglomerado

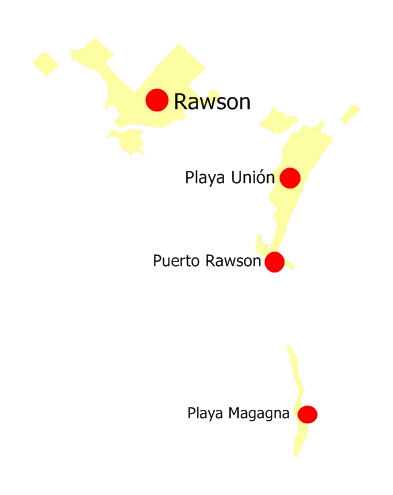
Ejido urbano de Rawson con sus dependencias indicadas

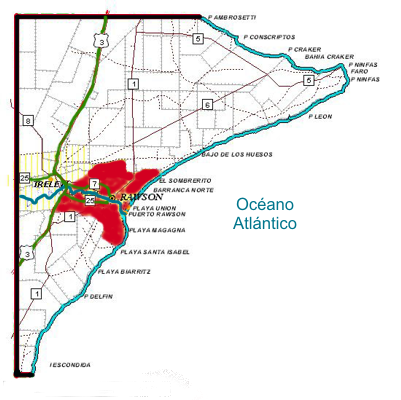
Ejido municipal de Rawson (en rojo). Dentro de este se denota la presencia del aglomerado donde se hallan el Puerto, Rawson en sí y Playa Unión. Vean que Playa Magagna está más distante.

Cuenta con 76 pobladores, de los cuales fueron 50 hombres y 26 mujeres en 51 hogares. No perteneció al aglomerado Rawson que incluyó 3 focos dispersos donde se concentra la población. Hasta el censo 2001 se reconocían 3 focos principales en el aglomerado, pero el 4.º Playa Magagna quedó afuera del aglomerado por estar a 12 km de distancia, pese a pertenecer al municipio. Caso análogo al de Astra (Chubut) con Comodoro Rivadavia en el mismo censo por una distancia de 20 kilómetros entre ambas poblaciones no fueron aglomeradas. Mientras que el Puerto y Playa Unión están a 6 km y 5 km respectivamente del centro del aglomerado de Rawson. Estos son los componentes del aglomerado:
- Rawson

- Playa Unión

- Puerto Rawson

- Playa Magagna

El censo 2022 registró una población de 169 habitantes que se repartieron entre 93 hombres y 76 mujeres. Sin embargo, las cifras obtenidas fueron estimativas solo teniendo en cuenta a la población en viviendas particulares; es decir, excluyendo del dato a la población institucional y las personas sin hogar. Gracias a este censo también fue posible conocer su densidad y tamaño urbano.
| Gráfica de evolución demográfica de Playa Magagna entre 1991 y 2022 |
|                                                                     |
| Fuente: censos nacionales del INDEC                                 |

## Turismo
La localidad ofrece fósiles marinos, pesca, tracking, cabalgatas, turismo de aventura, y como un lugar apto para aquellas personas que quieran un lugar tranquilo, en paz y armonía con la naturaleza, por ser un lugar donde habita el pulpo en huecos cuando la marea baja, se declaró como Área Protegida y Fiesta Provincial del Pulpo, cuya finalidad no es la extracción indiscriminada de los mismos, sino de la cría, estudio y por supuesto, también degustar platos típicos de la zona costera, pero, con un sentido de preservación, estudio de la biofauna y potencialidades económicas.

## Pesca
Costera: pez gallo, pejerrey, róbalo, mero (cuando baja la marea, deja grietas donde están estos peces. De buen tamaño) y otras especies. También se recogen pulpos, cangrejos, centollas, lapas, etc.
Posibilidades empresarias: por las características del terreno: Turismo de alto riesgo, caminatas (tracking) actividades acuáticas y otras, cría de mejillones o de pulpos. Casas para alquilar

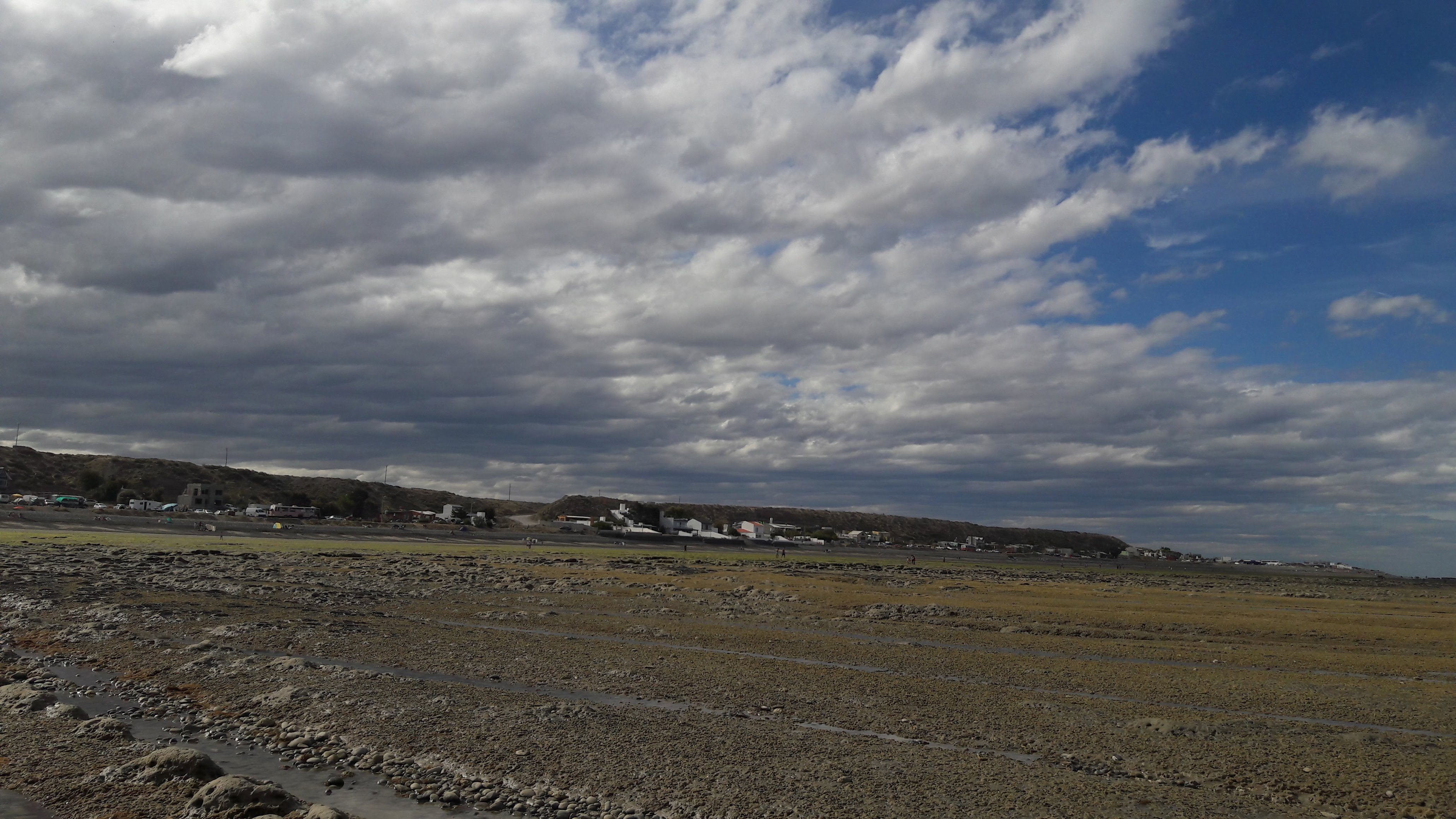
Playa Magagna, Chubut, en enero de 2018.